# Lippo Hertzka
Lippo Hertzka (Budapest, 19 novembre 1904 – Montemor-o-Novo, 14 marzo 1951) è stato un calciatore e allenatore di calcio ungherese.
Era il fratello minore di Desidério Hertzka, anch'egli calciatore e allenatore.

## Carriera
Come giocatore, Hertzka fu molto legato alla Real Sociedad, squadra spagnola di San Sebastian dove giocò dopo l'esperienza tedesca all'Essener Turnerbund.
Nel 1923, inizia la sua avventura da allenatore nella Real Sociedad dove resta per 3 anni, ottenendo buoni risultati. Dopo 2 anni con un'altra squadra basca, l'Athletic Bilbao, Hertzka arriva al Siviglia. Guidando gli andalusi, l'ungherese riesce a vincere la prima edizione del campionato spagnolo di seconda divisione ma perde lo spareggio con il Racing Santander, mancando quindi la promozione in massima serie.
Nel 1930 allena il Real Madrid con il quale conquisterà il primo campionato nella storia dei blancos nella stagione 1931-1932. Nonostante il successo in campionato, la dirigenza madridista decise di sostituirlo a causa dei difficili rapporti del magiaro con i giocatori e dell'eliminazione nella Coppa di Spagna 1932. Dopo il Madrid Hertzka allenò l'Hercules e il Granada ma senza ottenere significativi risultati. In seguito, allenò importanti squadre portoghesi come il Porto, il Belenenses e il Benfica, con quest'ultimo club vinse ben tre campionati nazionali.

## Palmarès

### Allenatore
- Campionato spagnolo: 1

Madrid CF: 1931-1932
- Campionato portoghese: 3

Benfica: 1935-1936, 1936-1937, 1937-1938